# Niangara
Niangara ist eine Stadt in der Provinz Haut-Uele im Norden der Demokratischen Republik Kongo. Sie ist das Verwaltungszentrum des gleichnamigen Territoriums.

## Geschichte
Mitte der 1890er Jahre war die Gegend um Niangara Schauplatz von Truppenbewegungen und Kämpfen Kämpfen zwischen arabischen Sklavenhändlern, Mahdisten, ehemaligen Söldnern Emin Paschas und regulären Truppen der Force Publique des Kongo-Freistaats.
Im Zuge dieser Entwicklungen gründeten Jules Alexandre Milz und Gustave Gustin Niangara als Kolonialstation am 19. März 1892.
Seit April 2010 unterhielt die Mission der Vereinten Nationen für die Stabilisierung in der Demokratischen Republik Kongo eine Basis in der Stadt Niangara. Die Friedenstruppen waren jedoch nur mit wenigen Soldaten vertreten und die Straßen in der Gegend sind schlecht, sodass sie die Stadt nur selten verließen. Eine Reihe von Angriffen der Lord’s Resistance Army in dem Gebiet konnten sie weder verhindern noch darauf reagieren.
Im Dezember 2010 errichtete eine Gruppe von 600 Frauen, Kindern und älteren Menschen des Volkes der Mbororo am Rande der Stadt ein Lager. Sie waren von der Armee aus einem nahegelegenen Bezirk vertrieben worden und in die Stadt gekommen, um Vergewaltigungen und Morden im Busch zu entgehen. Die Ärzte von Ärzte ohne Grenzen leisteten Notversorgung. Im Januar 2011 verschwanden die Mbororo aus ihrem Lager, nachdem sie von der Armee vertrieben worden waren.

## Einrichtungen
Die Stadt verfügte über ein von Ärzte ohne Grenzen betriebenes Krankenhaus.